# Dippach (Lussemburgo)
Dippach (in lussemburghese: Dippech) è un comune del Lussemburgo sud-occidentale. Fa parte del cantone di Capellen, nel distretto di Lussemburgo. Il capoluogo del comune è Schouweiler. Il fiume Mess, affluente dell'Alzette, ha qui la sua fonte.
Nel 2005, la città di Dippach, che dà il nome al comune e si trova nella parte nord-orientale del suo territorio, aveva una popolazione di 790 abitanti. Le altre località che fanno capo al comune sono Bettange-sur-Mess, Schouweiler e Sprinkange.